# Harriett Abrams
Harriett Abrams (Torquay, 1726 circa – 8 marzo 1821) è stata un soprano inglese.

## Biografia
Harriett Abrams nacque a Torquay intorno al 1762 in una grande famiglia di origini ebraiche e dalla forte tradizione musicale; la sorella maggiore Theodosia fu un contralto di successo mentre quella minore, Eliza, fu pianista e soprano.
Studiò canto e composizione con Thomas Arne e fece il suo debutto sulle scene il 28 ottobre 1775 al Theatre Royal Drury Lane cantando come protagonista della zingarella in May-Day, or The Little Gipsy. L'opera era stata scritta appositamente per lei da Arne su libretto di David Garrick e la sua interpretazione evidenziò che le sue ottime doti vocali non erano accompagnate da buone doti recitative. Dopo cinque anni al Drury Lane lasciò il mondo dell'opera per dedicarsi all'attività concertistica.
Acclamata interprete dell'opera di George Frideric Handel, cantò nelle maggiori sale da concerto inglese durante gli anni 1780. Nel decennio successivo la sua attività si diradò considerevolmente, pur continuando a cantare sia in privato che in pubblico, spesso accompagnata da Joseph Haydn al pianoforte. Come compositrice, scrisse alcune canzoni di successo, tra cui "The Orphan's Prayer" e "Crazy Jane", diventate molto popolari all'epoca.